# Wiktoria Łącka
Wiktoria Łącka (zm. 23 marca 1709) – przełożona krakowskich bernardynek.
Pasierbica Jana Chryzostoma Paska z Gosławic. Trzykrotna przełożona krakowskiego klasztoru bernardynek. Wyróżniała się osobliwą świątobliwością, zmarła w 1709 w czasie zarazy.